# Fodé Ballo-Touré
Fodé Ballo-Touré (* 3. Januar 1997 in Conflans-Sainte-Honorine) ist ein französisch-senegalesischer Fußballspieler.

## Vereinskarriere
Ballo-Touré wurde an der Akademie von Paris Saint-Germain ausgebildet. Am 1. Juli 2017 lief sein Vertrag mit PSG aus und er unterschrieb bei OSC Lille. Er gab sein Debüt in der Ligue 1 am 6. August 2017 bei einem 3:0-Heimsieg gegen den FC Nantes. Er stand in der Startelf und wurde zur Halbzeit von Rominigue Kouamé ersetzt. Während der Saison 2017/18 wurde er ein wichtiger Bestandteil der Lille-Abwehrreihe. Am 10. Januar 2019 wechselte Ballo-Touré zum AS Monaco und unterschrieb einen Vertrag, der bis 2023 gilt. Die Ablösumme wurde auf 11 Millionen Euro geschätzt. Er debütierte am 13. Januar 2019 bei einem Auswärtsspiel im Stade Vélodrome gegen Olympique Marseille, das mit 1:1 endete.
Zur Saison 2021/22 wechselte Ballo-Touré in die italienische Serie A zur AC Mailand, der Außenverteidiger unterschrieb einen Vertrag bis zum 30. Juni 2025. Sein Debüt für die Rossoneri absolvierte Ballo-Touré im September 2021 beim 2:0-Heimsieg in der Serie A gegen Lazio Rom, als er in der 80. Spielminute für Brahim Díaz eingewechselt wurde. Ballo-Touré gewann direkt in seinem ersten Jahr in Italien die italienische Meisterschaft mit Milan, allerdings war er von Beginn an nur der Ersatzmann hinter Theo Hernández und absolvierte dadurch nur 10 Ligaspiele in seinem ersten Jahr für die Mailänder. Anfang Oktober 2022 erzielte er beim 1:3-Auswärtssieg gegen den FC Empoli sein erstes Tor für Milan.
Für die Spielzeit 2023/24 wechselte er per Leihe nach England zum FC Fulham. Nach Ende der Leihe wurde Ballo-Touré im Sommer 2024 nicht mehr in den Kader der 1. Mannschaft der Mailänder aufgenommen, sondern zusammen mit Divock Origi in den Kader der neu gegründeten 2. Mannschaft Milan Futuro in die drittklassige Serie C versetzt. Mitte Januar 2025 einigten sich der Spieler und der Verein im gegenseitigen Einvernehmen auf eine sofortige Auflösung des Vertrags. Kurze Zeit später nahm ihn dann der französische Erstligist Le Havre AC unter Vertrag.

## Nationalmannschaft
Ballo-Touré ist mehrfacher Jugendnationalspieler für Frankreich (U-16 und U-21). Im März 2021 wurde er erstmals in die senegalesische A-Nationalmannschaft berufen und kam bei einem torlosen Unentschieden in der Afrika-Cup-Qualifikation gegen die Republik Kongo zu seinem Länderspieldebüt. Nach weiteren regelmäßigen Einsätzen für die Nationalmannschaft wurde Ballo-Touré für den siegreichen Afrika-Cup im Frühjahr 2022 nominiert, bei welchem er in der Gruppenphase und im Achtelfinale zum Einsatz kam. Auch für die Weltmeisterschaft 2022 in Katar gehörte er zum Aufgebot von Senegal, spielte dabei aber nur wenige Minuten bei der 3:0-Niederlage im Achtelfinale gegen England.

## Erfolge
AC Mailand
- Italienischer Meister: 2022

Nationalmannschaft
- Afrika-Cup-Sieger: 2022